# Desa Pamijen (administrativ by i Indonesien, lat -7,26, long 108,98)
Desa Pamijen är en administrativ by i Indonesien.   Den ligger i provinsen Jawa Tengah, i den västra delen av landet, 260 km öster om huvudstaden Jakarta.